# Onitis violaceus
Onitis violaceus är en skalbaggsart som beskrevs av Lansberge 1875. Onitis violaceus ingår i släktet Onitis och familjen bladhorningar. Inga underarter finns listade i Catalogue of Life.